# Hugli
Hugli (hindi हुगली, beng. হুগলী, ang. Hoogley River) – rzeka w Indiach, w stanie Bengal Zachodni. Powstaje z połączenia rzek Bhagirathi i Jalangi w Delcie Gangesu, uchodzi do Zatoki Bengalskiej, tworząc estuarium.
Rzeka przepływa między innymi przez Kolkatę, oddzielając to miasto od Howrah.